# Arnaud Jacomet
Arnaud Marie Pierre André Jacomet (Parijs, 20 oktober 1946 - Brussel, 14 oktober 2011) was een Frans historicus en bestuurder.
Jacomet studeerde geschiedenis en was verbonden aan de Université de Paris X Nanterre. Hij werkte als diplomatiek-adviseur bij de WEU sinds de bewindsperiode van Alfred Cahen (1985-1989).  Hij volgde op 25 november 2009 Javier Solana op als Secretaris-generaal van de West-Europese Unie (WEU) en was verantwoordelijk voor het onderbrengen van de overgebleven WEU-taken bij de Europese Unie en het opheffen van de organisatie. De WEU werd per 30 juni 2011 ontbonden.
Hij was een voorstander van het Europese defensiebeleid en een kenner van Napoleon. Jacomet overleed enkele maanden na de ontbinding van de WEU aan de gevolgen van kanker.
- Gemeinsame Normdatei: 171492692
- International Standard Name Identifier: 0000 0001 3924 609X
- Système universitaire de documentation: 237390809
- Virtual International Authority File: 201189024